# Nathaniel E. Atwood

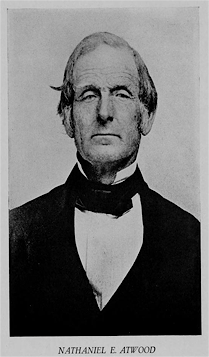
Nathaniel E. Atwood

Nathaniel Ellis Atwood (* 13. September 1807 in Provincetown, Massachusetts; † 7. November 1886 ebenda) war ein US-amerikanischer Fischer, Kaufmann, nicht-akademischer Ichthyologe und Politiker.
Atwood war der Sohn eines armen Fischers. Im Alter von neun Jahren begann Nathaniel Atwood seinem Vater bei der Fischerei zu helfen, im Alter von 13 arbeitete er wie ein Erwachsener und als junger Mann kommandierte er einen Schoner. Bald wechselte er zum Küstenhandel und kommandierte eine Brigg, die zu den Westindischen Inseln segelte. Später betrieb er wieder bis fast in sein 60. Lebensjahr Fischfang, als er auf die Herstellung von Lebertran umstellte.
Ohne wesentliche Schulbildung oder gar akademische Ausbildung beobachtete Atwood schon früh Verhalten und Eigenheiten der Fische und versuchte so viel wie möglich darüber zu lesen. Sein Wissen stellte er David Humphreys Storer zur Verfügung, als dieser 1843 seinen Bericht über die Fischwelt von Massachusetts verfasste. Mit Louis Agassiz verband Atwood ab 1852 eine lebenslange Freundschaft. Während seiner Mitgliedschaft im Massachusetts General Court gehörte Atwood mit Henry Wheatland und einem Richter Chapman zu einer Kommission, die über künstliche Fischvermehrung berichtete. Atwood selbst gelang die künstliche Befruchtung von Forelleneiern, wenn auch die Tiere vor dem Schlüpfen starben.
1868 gab Atwood eine Reihe von gut besuchten Vorlesungen über Ichthyologie am Lowell Institute, einer Bildungseinrichtung in Boston, Massachusetts. Ebenfalls 1868 wurde er in die American Academy of Arts and Sciences gewählt. 1869, 1870 und 1871 war Atwood Mitglied des Senats von Massachusetts. Hier hielt er wichtige Reden zur Hochseefischerei und ihrer Gefährdung. Atwood war Mitglied der Boston Society of Natural History (seit 1847), des Massachusetts Institute of Technology und des Essex Institute.